# 佳寧集團

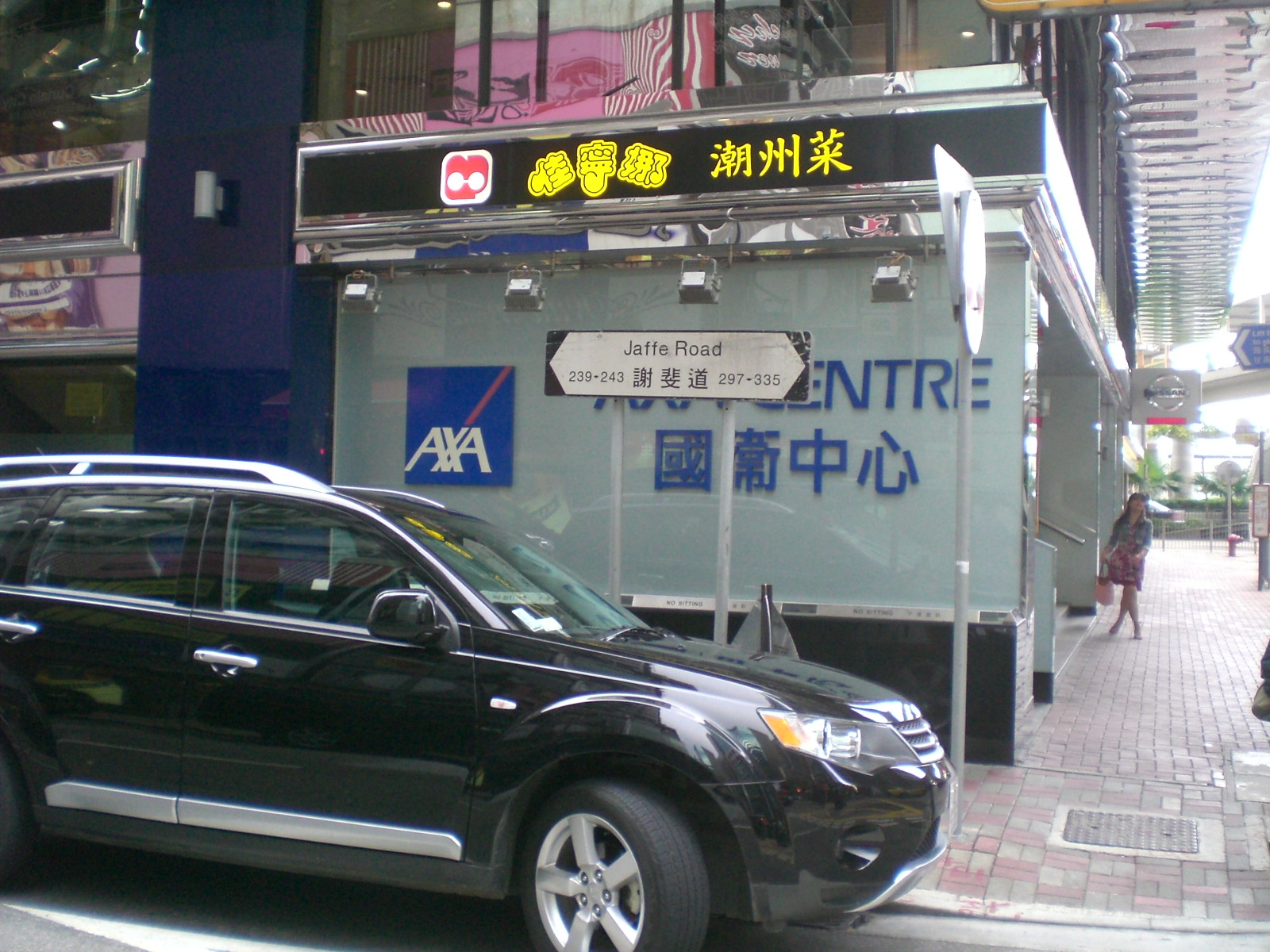
佳寧娜潮州菜是佳寧集團從前經營的生意，其所在地資本中心最初亦因為佳寧集團投資興建而名為佳寧中心。由於佳寧娜不是佳寧集團全資附屬公司所以得以倖存，現時為佳寧娜控股子公司佳寧娜飲食集團經營。招牌上依然可以見到佳寧集團的標誌。

佳寧集團，簡稱佳寧，是香港一家已倒閉的上市公司。1970年代末至1980年初活躍於香港。
該公司亦是香港歷史上最大的詐騙、行賄及貪污刑事案件佳寧案的主要公司。

## 歷史

### 起源
佳寧集團於1977年由陳松青成立。陳松青早年在新加坡經營生意失利而破產，後來轉到香港發展。陳松青到達香港後在一家名為「益新集團」的公司工作，後來與益新的鍾正文合組公司，然後於1977年11月把佳寧註冊為公司。

### 初期發展
佳寧在染指地產前曾從事滅蟲及旅遊業務，後來進軍地產，於1978年購入元朗一個地盤，並以此地盤向裕民財務領取貸款，並於同年再把一個以170萬港元購入的市區地盤向交通銀行抵押，再取得資金。集團因為善於利用銀行貸款購入物業，在短短兩年間購入了30個地盤，樓面面積達到數百萬平方尺。佳寧因而晉身香港中型地產商的行列。

### 上市
1979年尾，陳松青為使佳寧在交易所上市，但為了避開上市審查及聆訊等手續，於是採用借殼上市的手法收購已經上市的公司，佳寧向黃子明家族提出購入寶光實業旗下一家名為「美漢企業」的公司借殼，並以高價從美漢手中購入其擁有的物業以作探盤，而「美漢企業」是一家於1973年3月同時在香港證券交易所、遠東交易所及金銀證券交易所上市的公司，上市時的註冊股本2億5千萬港元，發行37,500,000新股，每股發行價1港元。收購程序於1980年下半年完成，「美漢企業」隨後易名為「佳寧置業」。
同年，陳松青與鍾正文透過一家名為Extrawin的公司以9.98億港元購入金門大廈。當時，香港報章引述佳寧主席，聲稱購入大廈的資金來自佳寧和一直支持集團的其他幕後財團，並不需要向銀行借貸。大廈後來被佳寧以象徵性的1港元賣價售予佳寧置業。佳寧後來在購入金門大廈九個月後把大廈賣出，並宣佈以16.8億港元的價錢賣給由林炳炎兒子林秀峰和林秀榮持有的百寧順（實力建業前身）。佳寧帳面上賺了差不多七億港元。
陳松青因為善於塑造形象和向旁人暗示佳寧資金來源大有背景的關係，導致坊間不斷出現關於佳寧的傳言，當中包括「佳寧有馬可斯夫人支持」、「佳寧有蘇聯人民銀行站在其背後」、和「佳寧有沙勞越木材商團資金供其運用」。

### 大肆擴張
從1980年起，佳寧開始透過發行新股和向銀行借貸而進行大幅度的擴張。1980年9月，佳寧購入貨船成立航運業務，並於同年同月向泰國Rama Tower以股換股方式換取該公司25%的股權。
1980年11月，佳寧以1.42億港元的價錢購入一家名為「捷聯企業」的公司，但陳松青其後把捷聯賣給鍾正文。鍾最後於1981年5月21日把公司改名「益大投資」。佳寧對捷聯的買賣行動，則為佳寧日後倒閉的下場埋下伏線。
1980年12月，佳寧宣布連同益大、遠東發展和新鴻基證券創辦「僑聯地產」。
1981年8月，佳寧與置地、美麗華和新景豐合作，購入尖沙咀美麗華酒店舊翼並計劃興建商業區。期間，佳寧與置地合作購入聯合汽水（江山控股前身）某地盤改作工業用途，並與楊協成合作入主聯合汽水。全盛時期，佳寧更於美國佛羅里達州奧蘭多市擁有810畝的發展區，並在加州屋崙市擁有一家凱悅酒店，並向該市一個市中心發展項目投資3.5億美元。

### 財務危機和清盤
佳寧於1982年因為香港面臨1997問題令香港地產和香港股市下滑而受到波及，其後佳寧被發現帳目出現問題，更被揭發金門大廈買賣其實最後並無成事。佳寧在物業無法出售後就把那棟大廈賣給名下的私人公司。所謂的獲利，其實只是帳面上的盈利。佳寧最後被申請破產收場。

## 股權架構
佳寧集團的最大股東是一家名為「佳寧代理人有限公司」的公司。該公司有十萬股，由陳松青持有99,999股，佳寧集團董事鄔開莉持1股。

## 外部連結
- 香港廉政公署 - 佳寧詐騙案 （页面存档备份，存于）